# Meridiano 70 E
Meridiano 70 E é um meridiano que, partindo do Polo Norte, atravessa o Oceano Ártico, Ásia, Oceano Índico, Oceano Antártico, Antártida e chega ao Polo Sul. Forma um círculo máximo com o Meridiano 110 W.
Começando no Polo Norte, o meridiano 70º Este tem os seguintes cruzamentos:
| País, território ou mar                | Notas                                                                                             |
| -------------------------------------- | ------------------------------------------------------------------------------------------------- |
| Oceano Ártico                          |                                                                                                   |
| Mar de Kara                            |                                                                                                   |
| Rússia                                 | Ilha Belyi                                                                                        |
| Estreito de Malygin                    |                                                                                                   |
| Rússia                                 |                                                                                                   |
| Cazaquistão                            |                                                                                                   |
| Uzbequistão                            |                                                                                                   |
| Tajiquistão                            |                                                                                                   |
| Quirguistão                            |                                                                                                   |
| Tajiquistão                            |                                                                                                   |
| Afeganistão                            |                                                                                                   |
| Paquistão                              | Território Federal das Áreas Tribais                                                              |
| Afeganistão                            |                                                                                                   |
| Paquistão                              | Território Federal das Áreas Tribais Baluchistão Punjab Baluchistão - cerca de 10 km Punjab Sindh |
| Índia                                  | Rajastão                                                                                          |
| Paquistão                              | Sindh                                                                                             |
| Índia                                  | Guzerate                                                                                          |
| Oceano Índico                          | Golfo de Kutch                                                                                    |
| Índia                                  | Guzerate                                                                                          |
| Oceano Índico                          |                                                                                                   |
| Terras Austrais e Antárticas Francesas | Ilhas Kerguelen                                                                                   |
| Oceano Índico                          |                                                                                                   |
| Oceano Antártico                       |                                                                                                   |
| Antártida                              | Território Antártico Australiano, reclamado pela Austrália                                        |